# Pidoli Dolok
Pidoli Dolok is een bestuurslaag in het regentschap Mandailing Natal van de provincie Noord-Sumatra, Indonesië. Pidoli Dolok telt 2991 inwoners (volkstelling 2010).